# Raphael Kühner
Raphael Kühner (* 22. März 1802 in Gotha; † 16. April 1878 in Hannover) war ein deutscher Altphilologe und Gymnasiallehrer, der vor allem als Grammatiker  Bedeutung erlangte.

## Lehre
Raphael Kühner wuchs als Sohn des Gothaer Hofmalers und Leiters der Gemäldesammlung Johann Christian Kühner auf und studierte nach dem Besuch des Gymnasiums Illustre in Gotha ab 1821 Klassische Philologie in Göttingen. Nach Studium und Promotion wurde er 1825 zunächst Gymnasiallehrer am Lyzeum in Hannover. Später wurde er zu dessen Rektor (stellvertretender Schulleiter) berufen, ehe er 1863 in den Ruhestand verabschiedet wurde. Darüber hinaus war Kühner Mitglied des Frankfurter Gelehrtenvereins.

## Forschung
Neben Editionen und Übersetzungen der Schriften Ciceros (u. a. Tusculanae disputationes, Jena 1829) und Xenophons (Anabasis und Memorabilia, Gotha 1852) erwarb sich Kühner besondere Meriten in der Klassischen Altertumswissenschaft als Grammatiker.

### Ausführliche Grammatik der Griechischen Sprache
Nach der Zusammenstellung von Schulgrammatiken für den Latein- und Griechischunterricht begann Kühner mit der Erstellung von Elementargrammatiken für die Alten Sprachen. 1836 veröffentlichte er mit seiner Ausführlichen Grammatik der Griechischen Sprache ein bis heute gebräuchliches Standardwerk, das er in zwei Sektionen teilte: zum einen die Elementar-, Formen- und Wortlehre, zum anderen die Satzlehre (die Syntax des einfachen Satzes sowie die Syntax des zusammengesetzten Satzes).
Kühner postulierte ein lokalistisches Kasussystem, wobei er die verschiedenen Kasus auf alte Ortsadverbien zurückführte. Demzufolge beschrieben die ersten Kasus zunächst lediglich die Verhältnisse im Raum. Erst in einer späteren sprachlichen Entwicklung bezeichneten sie auch Verhältnisse in der Zeit und wurden letztlich auch auf uneigentliche Verhältnisse (z. B. Besitz) übertragen.

### Ausführliche Grammatik der Lateinischen Sprache
Die letzten Lebensjahrzehnte arbeitete Kühner an einer gleich angelegten und ebenso umfangreichen Grammatik des Lateinischen, die er zunächst als Nachschlagewerk für Lateinlehrer konzipierte. Wie bei der Griechischen Grammatik richtete er auch hierbei den Fokus auf die Darlegung des tatsächlichen klassischen Sprachgebrauchs, wobei er die überlieferte römische Literatur zwischen Plautus und Tacitus als Quelle für seine Belegstellen nahm. Besondere Sorgfalt verwandte er dabei auf die Zuverlässigkeit sämtlicher lateinischer Zitate. 1878, während der Korrekturarbeiten kurz vor Erscheinen des zweiten Bandes, starb Kühner nach kurzer Krankheit im 77. Lebensjahr. Sein Sohn Rudolf (1839–1902; Gymnasial-Oberlehrer in Belgard in Pommern, später Gymnasialprofessor in Berlin-Charlottenburg) schloss das Werk ab und besorgte im darauf folgenden Jahr die Erstauflage.
In der Nachfolge Kühners be- und überarbeiteten vier weitere Altphilologen – Friedrich Blass, Bernhard Gerth, Friedrich Holzweissig und Carl Stegmann – die einzelnen Sektionen seiner Grammatiken und erweiterten diese, so dass in der heutigen Zeit der Name Kühners zuzüglich dessen des jeweiligen Redaktors synonym für das Werk benutzt werden: Kühner-Blass (Elementar- und Formenlehre des Griechischen), Kühner-Gerth (Satzlehre des Griechischen), Kühner-Holzweissig (Elementar- und Formenlehre des Lateinischen) sowie Kühner-Stegmann (Satzlehre des Lateinischen).

## Veröffentlichungen (Auswahl)

### Editionen
- Xenophontis de Socrate Commentarii. Recognovit et explanavit Raphael Kühner. Gothae et Erfordiae: Hennings, 1841. 2. Aufl. 1858.
- Xenophnotis de Cyri minoris expeditione libri septem. Rescensuit et explicavit Dr. Raphael Kühner. Gothae: Hennings, 1852.
- Xenophons Anabasis. Erklärt von Dr. Raphael Kühner. Leipzig: B.G. Teubner, 1852.

### Grammatik usw.
- Ausführliche Grammatik der griechischen Sprache, 2 Bde., Hannover: Hahn 1834–1835; 2. Bearbeitung 1869–1871.
- Elementargrammatik der griechischen Sprache, 29. Auflage, Hannover: Hahn 1877.
- Ausführliche Grammatik der lateinischen Sprache, 2 Bde., Hannover: Hahn 1877–1879.
- Elementargrammatik der lateinischen Sprache mit eingereihten lateinischen und deutschen Übersetzungsaufgaben und einer Sammlung lateinischer Lesestücke nebst den dazugehörigen Wörterbüchern, 50. Auflage, Hannover: Hahn 1919.
- Kurzgefaßte Schulgrammatik der griechischen Sprache für die unteren und oberen Gymnasialklassen, 6. Auflage, Hannover: Hahn 1881.
- Kurzgefaßte Schulgrammatik der lateinischen Sprache, 4. Auflage, Hannover: Hahn 1880.
- Versuch einer neuen Anordnung der griechischen Syntax, Hannover: Hahn 1829.
- Sämtliche Anomalien des griechischen Verbum, Hannover: Hahn 1831.
- Lateinische Vorschule, 18. Auflage, Hannover: Hahn 1842.
- Anleitung zum Übersetzen aus dem Deutschen in das Lateinische, Hannover: Hahn 1842.
- Anleitung zum Übersetzen aus dem Deutschen und Lateinischen in das Griechische, Hannover: Hahn 1846–1847.